# Championnat de Malte de football 1914-1915
Navigation
Saison précédente Saison suivante
La saison 1914-1915 de First Division Maltaise est la cinquième édition de la première division maltaise.
Lors de cette saison, le Hamrun Spartans a tenté de conserver son titre de champion face aux cinq meilleurs clubs maltais lors d'une série de matchs se déroulant sur toute l'année.
Les six clubs participants au championnat ont été confrontés une fois aux cinq autres.
C'est le Valletta United qui a été sacré champion de Malte pour la première fois de son histoire.

## Les six clubs participants
| Club                | Stade            | Capacité | Ville      |
| ------------------- | ---------------- | -------- | ---------- |
| Cottonera FC        | -                | -        | Vittoriosa |
| Hamrun Spartans     | Victor Tedesco   | 6 000    | Hamrun     |
| Msida Rangers       | -                | -        | Msida      |
| Sliema Wanderers FC | Guze Fava Ground | 4 000    | Sliema     |
| Valletta United     | -                | -        | La Valette |
| Vittoriosa Rovers   | -                | -        | Vittoriosa |

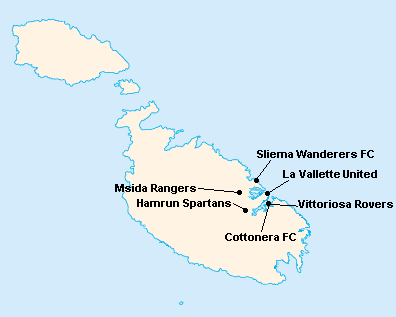
Localisation des clubs engagés dans le championnat.

L'île de Malte étant relativement petite, les clubs évoluent tous au stade National Ta'Qali (17 400 places). Certains cependant ont leur propre enceinte qu'ils peuvent éventuellement utiliser.

## Compétition

### Classement
| Rang | Équipe                  | Pts | J | G | N | P | Bp | Bc | Diff |
| ---- | ----------------------- | --- | - | - | - | - | -- | -- | ---- |
| 1    | Valletta United         | 9   | 5 | 4 | 1 | 0 | 15 | 0  | +15  |
| 2    | Hamrun Spartans (T)     | 7   | 5 | 3 | 1 | 1 | 11 | 1  | +10  |
| 3    | Sliema Wanderers FC (P) | 6   | 5 | 3 | 0 | 2 | 10 | 6  | +4   |
| 4    | Cottonera FC (P)        | 5   | 5 | 2 | 1 | 2 | 7  | 2  | +5   |
| 5    | Msida Rangers           | 3   | 5 | 1 | 1 | 3 | 4  | 3  | +1   |
| 6    | Vittoriosa Rovers       | 0   | 5 | 0 | 0 | 5 | 0  | 35 | -35  |

| Légende : Qualifications et relégations | Légende : Qualifications et relégations                  |
| --------------------------------------- | -------------------------------------------------------- |
|                                         | Relégation en Second Division Maltaise                   |
|                                         | (T) : Tenant du titre 1913-1914 (P) : Promu en 1913-1914 |

## Bilan de la saison
| Tableau d'Honneur       |                 |
| Compétition             | Vainqueur       |
| First Division Maltaise | Valletta United |

| Promotions et relégations            |                                  |
| Relégués en Second Division Maltaise | Cottonera FC Msida Rangers       |
| Promus de Second Division Maltaise   | St. George's FC Floriana Liberty |